# Верхнелужицкое научное общество

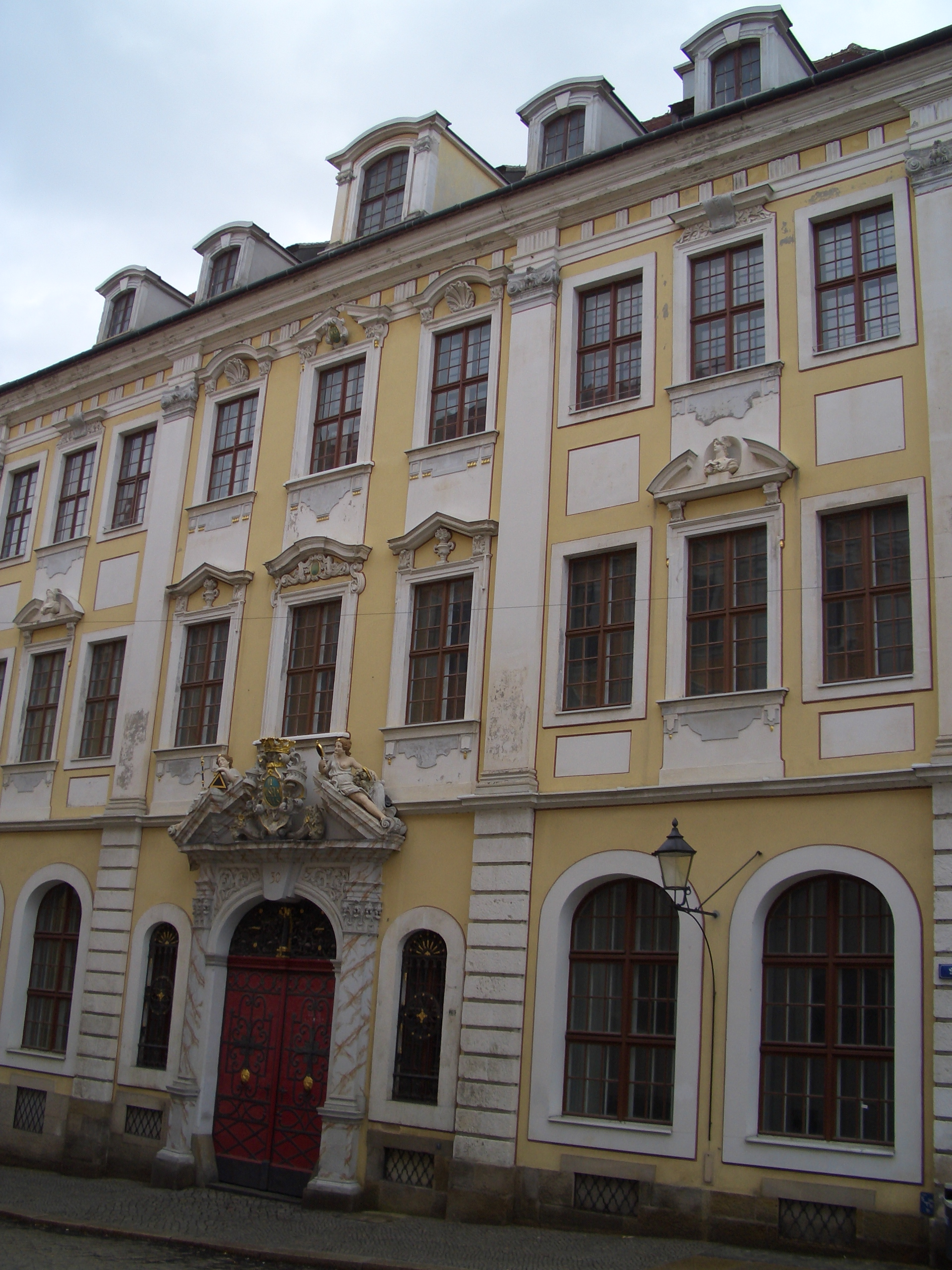
Здание Верхнелужицкого научного общества, Neißstraße 30, Гёрлиц, Германия

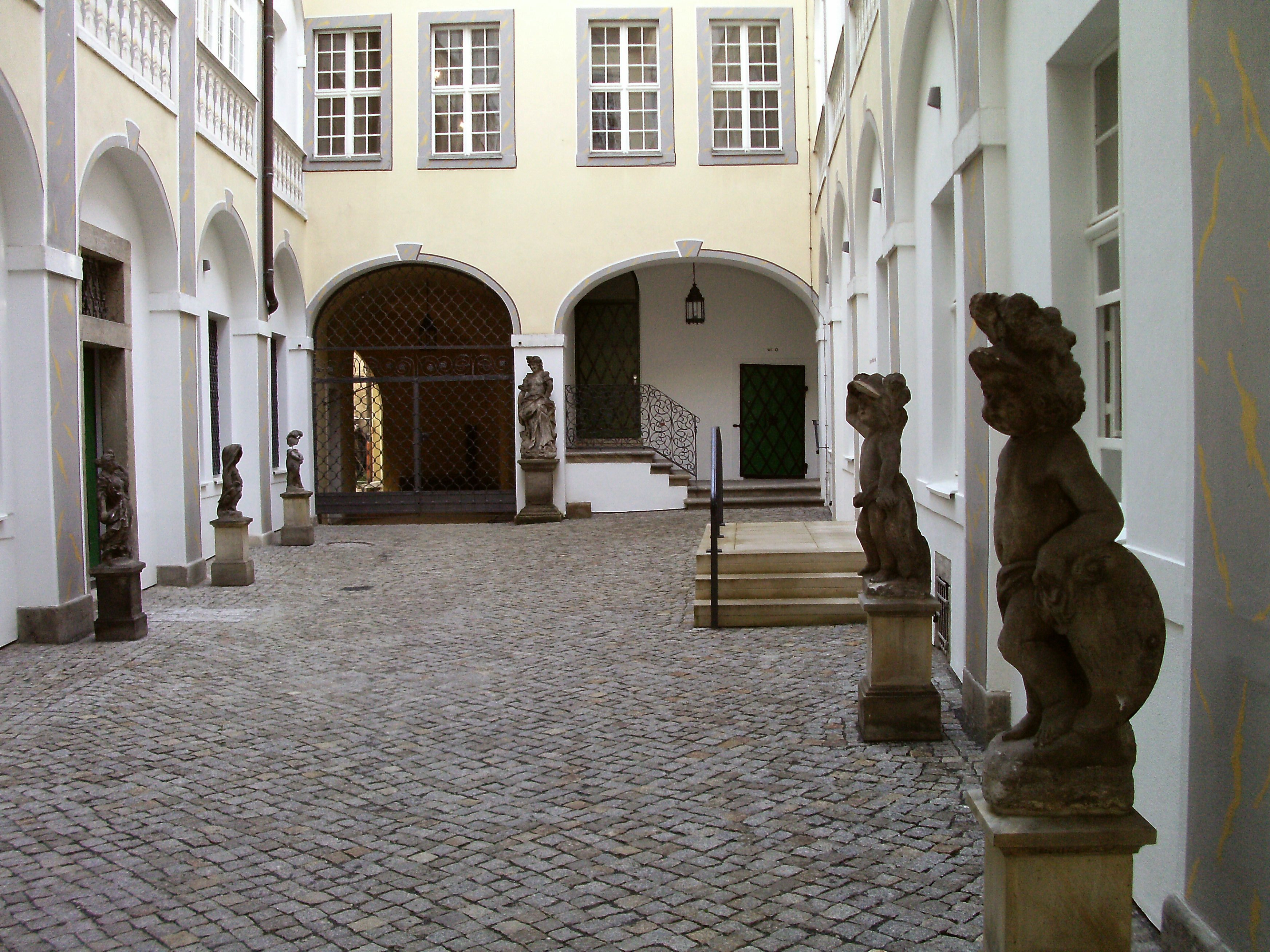
Внутренний двор

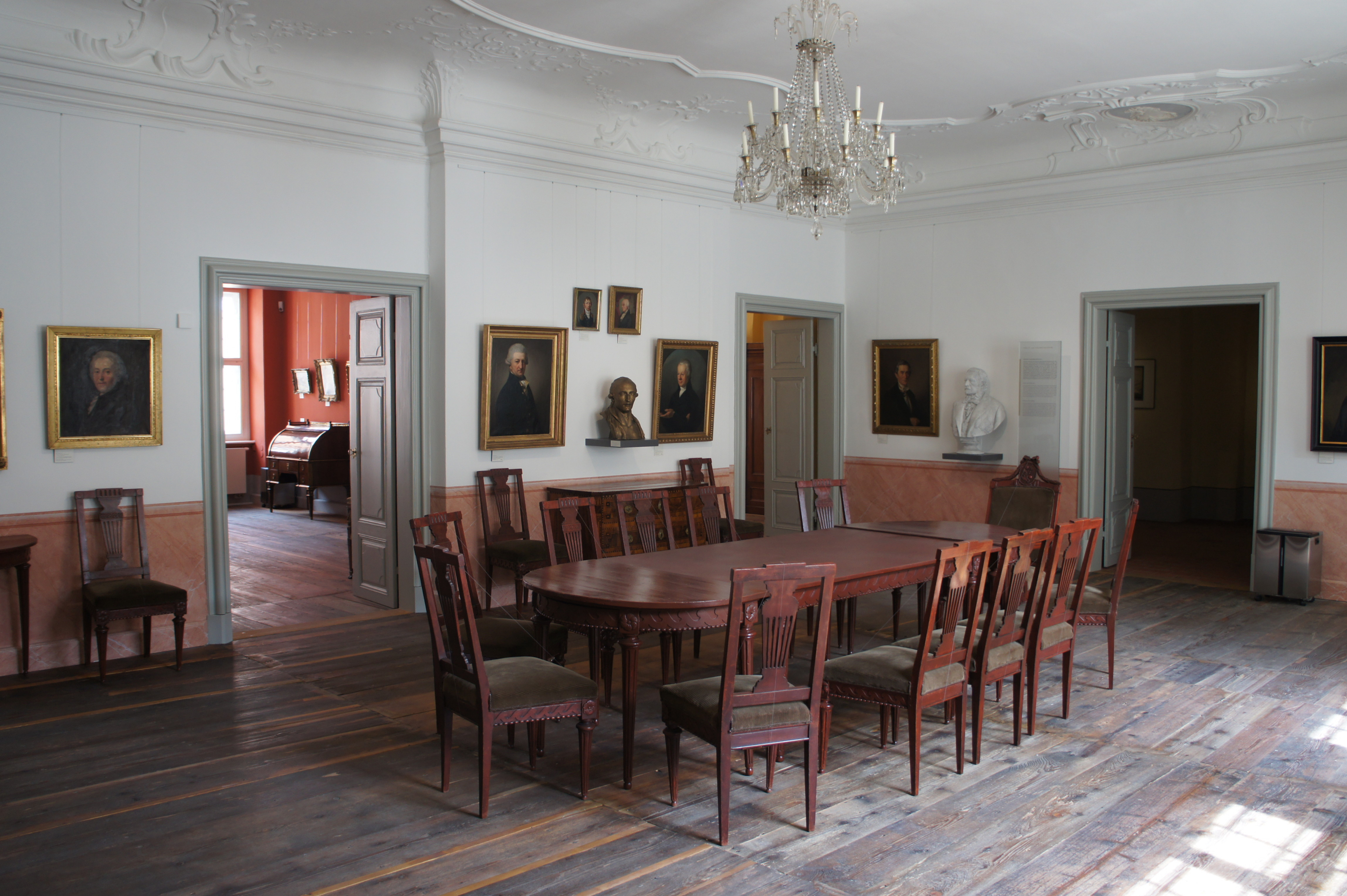
Интерьер дома

Верхнелужицкое научное общество, аббревиатура — OLGdW (нем. Oberlausitzische Gesellschaft der Wissenschaften) — научное общество, действующее с 1779 года. Администрация общества находится в городе Гёрлиц, Германия. Целью общества является содействие по изучению и распространению лужицкой истории и культуры.

## История
Верхнелужицкое научное общество было основано 21 апреля 1779 года по инициативе лужицкого историка и лингвиста Карла Готлиба фон Антона (1751—1818), землевладельца и натуралиста Адольфа Траугота Герсдорфа и другими 18 лужицкими учёными. Целью научной организации стало содействие развитию лужицкой истории и естественных наук. В первые годы своего существования общество координировало сельское хозяйстве в Верхней Лужице. Первоначально научное общество называлось как «Oberlausitzische Gesellschaft zur Beförderung der Natur- und Geschichtskunde» (Верхнелужицкое общество по содействию естествознанию и истории). С 1792 года общество носило наименование «Gesellschaft der Wissenschaften in der Oberlausitz» (Общество наук Верхней Лужицы). С 1803 года по 1806 год общество имело официальное наименование «Kurfürstlich Sächsische Gesellschaft der Wissenschaften» (Выборное Саксонское общество наук). Наряду с официальным наименованием также использовалось наименование «Вехнелужицкое научное общество», которое окончательно закрепилось за обществом с 1815 года.
До 1792 года местом собраний членом общества был дом Карла Готлиба фон Антона на улице Langestraße 49 и гостиница «Zum Hirsch» в Гёрлице. В 1793 году была создана рабочая комиссия, занимавшаяся подготовкой вопросов по исследованию Лужицы. С 1801 года рабочая комиссия занималась составлением научного исследования «Codex diplomaticus Lusatiae Superioris», которое было закончено в 1851 году. Во время работы над этим сочинением Карл Готлиб фон Антон и Адольф Траугот фон Герсдорф подарили Верхнелужискому научному обществу в 1801 году свои библиотеки и собрания этнографических материалов. В 1804 году общество приобрело в собственность дом на улице Neißstraße 30 в Гёрлице.
В 1945 году Верхнелужицкое научное общество было ликвидировано. Барочное здание, принадлежавшее обществу, было национализировано и передано на баланс городского совета. Исторические документы, коллекция минералов и собрания различных научных приборов с тех пор находятся в запасниках городского музея Гёрлица. Библиотека общества была также национализирована и с 1951 года открыта для публичного посещения под наименованием «Верхнелужицкая научная библиотека».
Во времена ГДР общество не действовало. В 1990 году деятельность общества было возобновлена в Будишине. С 20 июня 2009 года председателем общества является директор Силезско-Верхнелужицкого музея Штефен Менцель.
С 2007 года Верхнелужицкое научное общество по инициативе архивариуса Матиаса Германа присуждает ежегодную премию «Hermann-Knothe-Preis — Wissenschaftspreis der Oberlausitz».

## Научные издания
С 1781 года по 1783 год Верхнелужицкое научное общество издавало научное периодическое издание « Provinzblättern», с 1793 года по 1799 год издавался ежемесячный научный журнал «Lausitzische Monatsschrift» и с 1808 года — ежемесячное издание «Neue Lausitzische Monatsschrift». С 1822 года общество стало издавать научный ежегодник «Neues Lausitzische Magazin», который выходил до 1941 года и возобновил своё издание в 1994 году.

## Председатели
- Георг Александр Гейнрих Герман фон Калленберг (1780—1795)
- Готлоб Адольф Эрнст фон Ностиц-Янкендорф (1795—1817)
- Карл Готлиб фон Антон (1817—1818)
- Карл Вильгельм Отто фон Шиндель-Дромсдорф (1819—1830)
- Максимилиан фон Орцен (1833—1842)
- Фридрих Бернгард фон Зекендорф (1842—1844)
- Альбрехт Эдмунд фон Лёбен (1844—1869)
- Отто фон Зейдевиц (1869—1898)
- Пауль фон Видебах и Ностиц-Янкендорф (1899—1923)
- Адольф фон Арним (1923—1928)
- Бенно фон Ностиц-Вальвиц (1928—1945)
- Эрнст Хайнц Лемпер (1991—1999)
- Фолькер Дудек (1999—2000)
- Карлхайнц Блашке (2000—2004)
- Вольфганг Гайергос (2004—2009)
- Штефен Менцель (с 2009 года по настоящее время)

## Известные члены
- Франц Георг Лок (1751—1831) — католический епископ апостольской префектуры Лужицы.
- Кито Вилем Брониш (1788—1881) — лютеранский священник, нижнелужицкий историк, этнограф и лингвист.